# 고대수

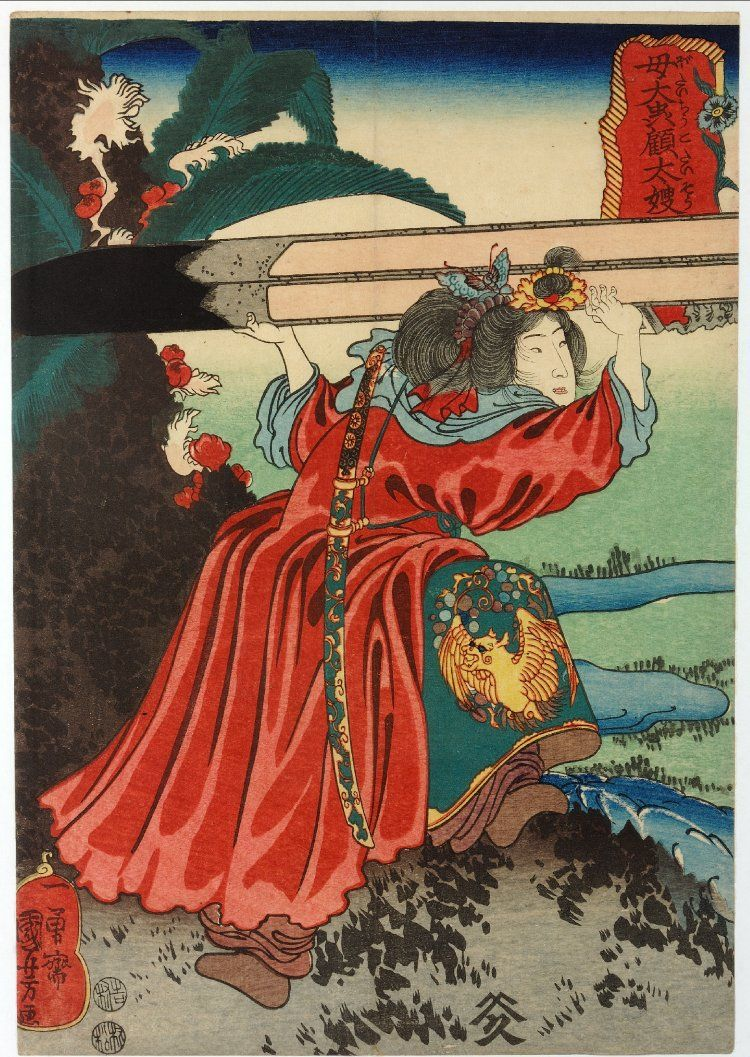

고대수(顧大嫂)는 중국의 사대기서(四大奇書) 중 하나인 《수호전》(水滸傳)에 등장하는 인물로, 108성 중 101위이자 지살성(地煞星)의 지음성(地陰星)에 해당한다. 별호는 모대충(母大蟲)이며 문자 그대로는 큰 벌레를 뜻하지만 은유적으로 '암호랑이'를 가리킨다.
소설에서 고대수는 짙은 눈썹, 큰 눈, 통통한 얼굴, 두툼한 허리를 지닌 것으로 묘사되고 있다. 머리와 팔목에 장신구를 착용하는 것을 좋아하지만 당시 대부분의 여성이 해온 것처럼 주부 역할에 안착하지는 못했다. 그 대신 싸움에 종종 돌입하는 남성같은 행동을 보인다. 창과 곤(棍)과 같은 무기들의 전문가로서 동시에 30명의 남성과 겨룰 수 있었다. 남편이 자신을 기분 나쁘게 하면 심지어는 남편도 두들겨 팰 수 있었다. 빠르게 바뀌는 성질과 호전적 성격으로 인해 고대수는 암호랑이를 의미하는 모대충(母大蟲)이라는 별명을 얻게 되었다.

## 생애
남편 손신의 형 손립의 임지인 등주(登州) 십리패(十里牌)에서 남편 손신과 함께 주점을 운영했다. 손립의 처남 악화로부터 고대수의 사촌동생인 사냥꾼 해진, 해보의 형제가 억울한 죄로 투옥되었다는 소식을 듣고, 악화와 등운산(登雲山) 산적인 추연·추윤 형제, 그리고 손립도 한패로 끌어들여 등주 감옥에서 두 사람을 구출했다. 손립은 등주의 무관이라는 자신의 입장 때문에 처음에는 협조를 꺼렸지만 고대수는 손립에게 칼을 들이대고 거절한다면 죽을 때까지 싸우겠다고 협박해 억지로 승낙하게 했다.
이후 양산박에 합류했고, 축조봉의 축가장(祝家莊)과의 전투에서는 남편과 함께 축가장에 잠입해 축가 괴멸에 일조한다. 입산 후에는 남편과 함께 서산 주점(西山酒店)에서 정보수집 등을 담당하고, 이후에도 적지에 잠입하는 역할을 많이 한다. 사진이 동평부에서 붙잡혔을 때에는 거지로 변장해 감옥에 들어가기도 했고, 북경 대명부 공략에서는 손신과 등잔 구경을 하던 시골 부부로 가장해 성 안으로 잠입했고, 고구와의 전투에서도 손신이 재목을 나르는 인부, 고대수가 밥 나르는 여자로 변장해 적의 조선소에 불을 질러 적들을 교란시켰다.
방랍 토벌에서는 부부가 모두 살아남아 다시 등주군에 임용된 손립을 따라 등주로 돌아갔고, 고대수는 동원현군(東源縣君)에게 봉해졌다.

## 조선 말기
고대수(顧大嫂)는 조선 말기 고종 때의 급진개화파 궁녀에게 부여된 이름이기도 하였으며 이는 힘이 남자보다 강한 여장부의 이름을 따서 지어진 별명이다.

## 참고 문헌
- Buck, Pearl S. (2006). 《All Men are Brothers》. Moyer Bell. ISBN 9781559213035.
- Miyazaki, Ichisada (1993). 《Suikoden: Kyoko no naka no Shijitsu》 (일본어). Chuo Koronsha. ISBN 978-4122020559.
- Keffer, David. “Outlaws of the Marsh: A Somewhat Less Than Critical Commentary”. 《Poison Pie Publishing House》. 2016년 12월 19일에 확인함.
- Li, Mengxia (1992). 《108 Heroes from the Water Margin》 (중국어). EPB Publishers. 205쪽. ISBN 9971-0-0252-3.
- Miyamoto, Yoko (2011). “Water Margin: Chinese Robin Hood and His Bandits”. 《Demystifying Confucianism》. 2020년 11월 28일에 원본 문서에서 보존된 문서. 2016년 12월 19일에 확인함.
- Shibusawa, Kou (1989), 《Bandit Kings of Ancient China》, Koei
- Zhang, Lin Ching (2009). 《Biographies of Characters in Water Margin》. Writers Publishing House. ISBN 978-7506344784.